# Nyssodrysternum sulphurescens
Nyssodrysternum sulphurescens là một loài bọ cánh cứng trong họ Cerambycidae.